# Loulle
Loulle település Franciaországban, Jura megyében. Lakosainak száma 173 fő (2022. január 1.). Loulle Ney, Châtelneuf, Cize, Mont-sur-Monnet, Pillemoine és Saffloz községekkel határos.

## Népesség
A település népességének változása:
| Lakosok száma | 114  | 160  | 169  | 172  | 177  | 172  | 172  | 171  | 171  | 173  |
|               | 1968 | 1982 | 1990 | 2006 | 2013 | 2015 | 2017 | 2019 | 2020 | 2022 |